# رايموند ميشالسكي
رايموند ميشالسكي (بالإنجليزية: Raymond Michalski)‏ هو مغني أوبرا ومغني أمريكي، ولد في 8 يونيو 1933.